# Boulc-Bonneval
Pour les articles homonymes, voir Boulc et Bonneval.
Ancienne commune de la Drôme, la commune de Boulc-Bonneval a existé de 1974 à 1975. Elle a été créée en 1974 par la fusion des communes de Boulc et de Bonneval-en-Diois. En 1975 elle a fusionné avec la commune de Ravel-et-Ferriers pour former la nouvelle commune de Boulc.